# Ctenotrachelus mexicanus
Ctenotrachelus mexicanus är en insektsart som först beskrevs av Champion 1898.  Ctenotrachelus mexicanus ingår i släktet Ctenotrachelus och familjen rovskinnbaggar. Inga underarter finns listade i Catalogue of Life.